# Vila Nova de Cacela
Vila Nova de Cacela is een plaats (freguesia) in de Portugese gemeente Vila Real de Santo António en telt 3462 inwoners (2001).

## Geschiedenis
De plaats Cacela werd aan het einde van de zogenaamde Reconquista in 1240 door Paio Peres Correia, grootmeester van de Orde van Santiago namens Alfonso III van Portugal ingenomen op de moslims.